# ربع نجمة (مسلسل)
ربع نجمة هو مسلسل سعودي كوميدي عرض في رمضان 1442. وتدور أحداث المسلسل حول المواقف اليومية التي تحصل بين الموظفين بأحد الفنادق، وبين مالك الفندق أبو خالد، والمفارقات التي تقابلهم في التعامل مع النزلاء.

## الممثلون
- طارق الحربي.
- مشعل المطيري.
- دريعان الدريعان.
- فوز عبد الله.
- عبد الله الزهراني.
- مديحة أحمد.
- سعيد القحطاني.
- حسن عوجان.
- محمد العبدالله (ممثل سعودي)

وغيرهم.